# أزيليانو فيرسيلسي
أزيليانو فيرسيلسي هي بلدية في مقاطعة فرشيلي التابعة لإقليم بييمونتي الإيطالي، تقع على بعد حوالي 60 كيلومتر (37 ميل) إلى الشمال الشرقي من مدينة تورينو وحوالي 6 كيلومتر (4 ميل) إلى الجنوب من فيرتشيلي.

## السكان
في سنة 1861 بلغ عدد السكان 3٬420 نسمة، وتطور العدد ليصل في سنة 2011 لـ 1٬401 نسمة.
يظهر هذا المخطط البياني تطور النمو السكاني لـ أزيليانو فيرسيلسي